# محمدآباد علم
محمدآباد عَلَم روستایی در دهستان مهیار بخش مرکزی شهرستان قائنات استان خراسان جنوبی ایران است.

## جمعیت u.s.m
بر پایه سرشماری عمومی نفوس و مسکن در سال ۱۳۹۵ جمعیت این روستا ۱٬۵۷۵ نفر (در ۴۴۹ خانوار) بوده است.